# Battaglia di Haram
La battaglia di Haram o di Chramon (corrispondente alla moderna cittadina di Banatska Palanka, in Serbia) fu uno scontro che vide frapporsi le forze del re Stefano II (1116-1131) d'Ungheria e quelle dell'imperatore bizantino Giovanni II Comneno (1118-1143) nell'anno 1128 o, secondo una ricostruzione alternativa nel 1125, e che si concluse con una grave sconfitta per i magiari. Il luogo in cui avvenne la battaglia si trova nei pressi della confluenza del Karaš/Caraș e del Danubio, tra la cittadina di Banatska Palanka e il monastero di Bazjaš, a ridosso dell'attuale confine tra la Romania e la Serbia.

## Contesto storico

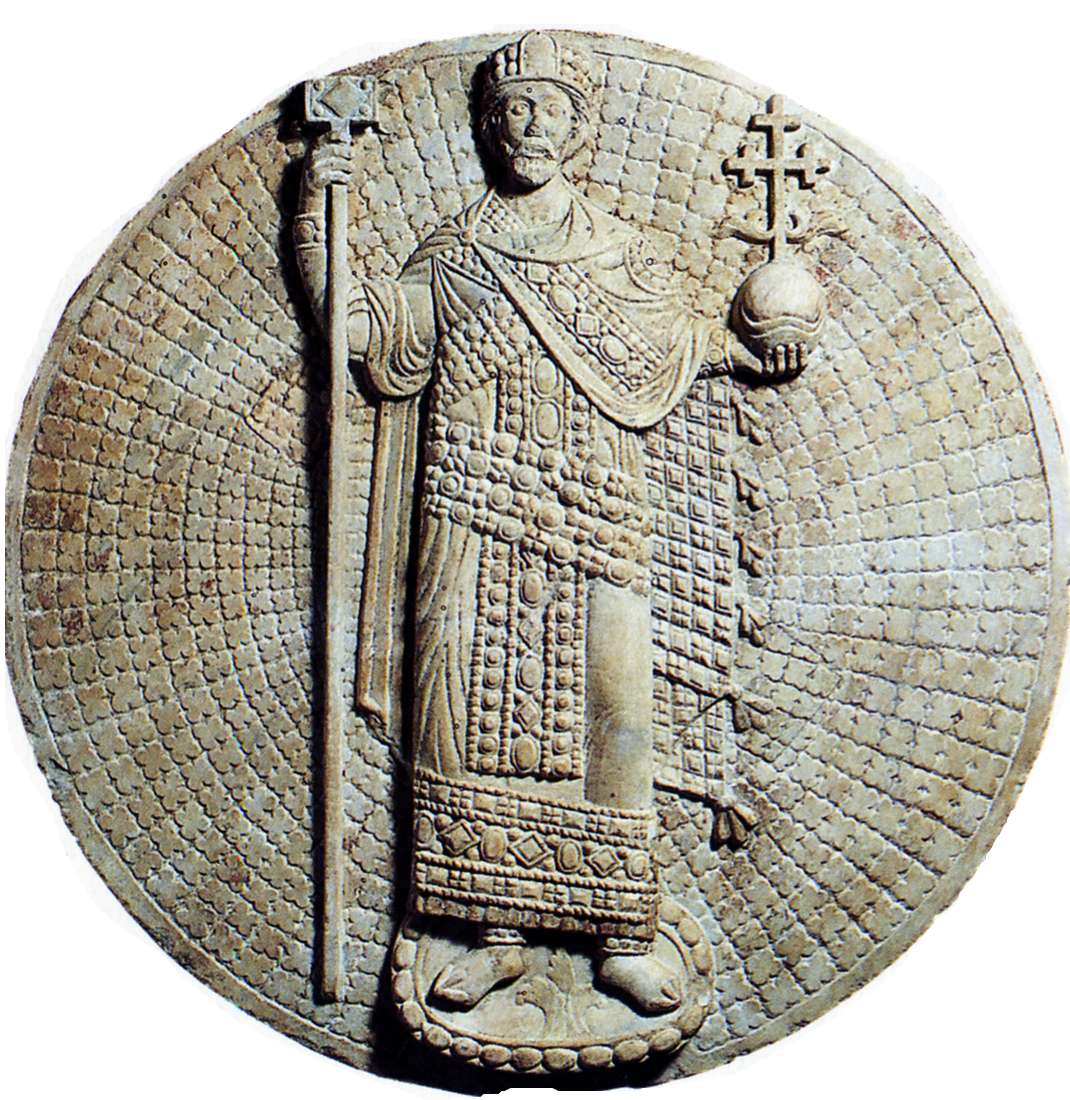
L'imperatore Giovanni II Comneno (1087-1143), comandante delle forze bizantine impegnate in battaglia

Giovanni II Comneno aveva sposato la principessa magiara Piroska, ma le nozze generarono nelle lotte dinastiche nel regno d'Ungheria. Quando decise di concedere asilo ad Álmos, un pretendente al trono ungherese che era stato accecato per punizione, Giovanni suscitò l'ira del re Stefano II d'Ungheria. Perciò, quest'ultimo spedì dei suoi ambasciatori presso l'imperatore chiedendogli che Álmos venisse espulso dall'impero bizantino, ma la sua pretesa fu rigettata. Lo storico Ferenc Makk ha ritenuto che Álmos fu spinto ad abbandonare l'Ungheria perché aveva tentato di approfittare dei fallimenti militari riportati da Stefano in Volinia e Dalmazia al fine di cospirare contro la corona.
Le fonti non specificano l'anno della fuga di Álmos, che anticipò di poco l'attraversamento dei magiari di re Stefano della frontiera danubiana al fine di invadere le province balcaniche bizantine. Questo evento, il quale segnò l'inizio di una guerra bizantino-ungherese durata un triennio, è collocato dalla maggioranza degli storici nel 1127. Tuttavia, secondo una ricostruzione storica alternativa l'offensiva magiara e la rappresaglia nemica sarebbero avvenute nel 1125, con una ripresa delle ostilità nel 1126. Gli ungheresi attaccarono Belgrado, Niš e Sofia; Giovanni, che si trovava nei pressi di Filippopoli, in Tracia, contrattaccò presto avvalendosi del supporto di una flottiglia navale di guardia sul fiume Danubio.

## La battaglia
Al culmine di un'estenuante campagna i cui dettagli restano oscuri, Giovanni II riuscì a sconfiggere gli ungheresi e i loro alleati serbi presso la fortezza di Haram o Chramon, sulla sponda ungherese del Danubio. Poiché il re Stefano si era ammalato, a capo dell'esercito ungherese venne nominato un comandante di nome Setephel, subito organizzatosi per creare una linea di difesa a ridosso di una località chiamata Haram (o Chramon), alla confluenza dei fiumi Karaš e Danubio.
La Chronica Picta testimonia che i romei si assicurarono il controllo navale delle acque sbaragliando le imbarcazioni nemiche «con fuochi sulfurei», un passaggio questo che consente di affermare il ricorso al fuoco greco. Lo storico bizantino Giovanni Cinnamo sostiene che Giovanni II ricorse a tale stratagemma per favorire l'attraversamento del fiume da parte delle sue armate. Volendo simulare una manovra di accerchiamento, egli inviò una forza mercenaria composta da «cavalieri liguri» (Longobardi) e Turchi (probabilmente arcieri a cavallo) verso le colline, mentre lui rimase sulla riva di fronte ad Haram con il resto dei suoi uomini. La strategia si rivelò efficace e il suo esercito attraversò il fiume ad Haram a bordo di imbarcazioni, con l'imperatore stesso a bordo della trireme imperiale. Si trattò di una manovra bellica dall'eccezionale difficoltà, considerati gli enormi rischi sussistenti nel compiere una traversata fluviale durante una battaglia. L'esercito bizantino si comportò verosimilmente con ampia disciplina e poté beneficiare del supporto degli arcieri e di rudimentali spingarde posizionate a bordo delle navi imperiali.
Giunta sulla sponda ungherese del Danubio, la cavalleria bizantina formò «un muro di lance accostate» che dispersero la coalizione avversaria. Le vittime tra le truppe ungheresi furono notevoli a causa di un ponte che crollò mentre lo stavano transitando nel tentativo di ritirarsi. I romei conquistarono così Haram e altri insediamenti fortificati ungheresi nella zona, raccogliendo una grande quantità di bottino. Tale scontro, coinciso con una grave sconfitta per i magiari, viene ricordato dalle fonti medievali perché «cruento». La Chronica Picta, in particolare, racconta: «La mano di Dio favorì i Greci e gli Ungheresi non poterono opporre resistenza. Il massacro verificatosi fu così tragico che di rado se ne sono visti di proporzioni simili. Il fiume Karaš divenne così intriso di rosso che sembrava fosse composto di sangue umano. Nel tentativo di mettersi in salvo, i guerrieri [ungheresi] cominciarono a farsi strada tra i cadaveri nel fiume e a guadarlo, quasi come se stessero percorrendo un ponte. Tuttavia, ciò fece sì che altri [soldati] ancora fossero massacrati come bestiame, in quanto nulla poteva salvarli dalla veemenza dei Greci».

## Conseguenze
Dopo aver conseguito la vittoria sui magiari, Giovanni II comandò un'incursione punitiva contro i serbi, alleatisi nella battaglia con l'Ungheria. In quella circostanza, furono catturati molti prigionieri serbi, poi deportati a Nicomedia, in Asia Minore, per servire come coloni militari. Questo piano perseguiva un duplice scopo: se da una parte, infatti, era volto a soggiogare una popolazione da sempre ribelle (la Serbia era, almeno nominalmente, un protettorato bizantino), dall'altra si sperava di rafforzare la frontiera a est in caso di attacchi turchi. I serbi, alla fine, furono costretti a riconoscere nuovamente la supremazia dei bizantini.

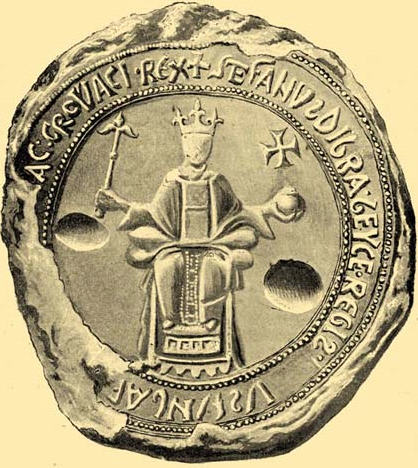
Sigillo di Stefano II d'Ungheria (r. 1116-1131)

In Ungheria, la sconfitta ad Haram minò l'autorità di Stefano II, che dovette affrontare una grave rivolta quando due conti, tali «Bors» (forse Boris Colomanno) e «Ivan», si proclamarono re. Tuttavia, entrambi gli impostori furono infine sconfitti, con Ivan che fu decapitato, mentre Bors fuggì a Bisanzio. Ciò non trattenne gli ungheresi dal compiere nuove azioni ostili, forse finalizzate a consentire al sovrano Stefano di riaffermare la propria autorità. Fu per questa ragione che ebbe luogo l'assedio della fortezza bizantina di frontiera di Braničevo, che fu immediatamente riedificata da Giovanni. Gli ulteriori successi militari romei, tutti attestati da Niceta Coniata, portarono al ripristino della pace. Giovanni Cinnamo, invece, menziona di qualche difficoltà sperimentata dai bizantini durante le loro campagne, screditando la ricostruzione secondo cui si verificò una sequela ininterrotta di vittorie. Ad ogni modo, le fonti ungheresi concordano con Coniata nell'indicare che il re Stefano fu nuovamente sconfitto e, di conseguenza, costretto a negoziare una pace alle condizioni imposte dai nemici. L'autorità dei romei su Braničevo andò confermata, così come quello su Belgrado e Zemun; inoltre, recuperarono anche il comando della regione di Sirmia (chiamata «Frangochorion» da Coniata), appartenuta agli ungheresi fin dal 1060 circa. Il pretendente ungherese Álmos morì invece nel 1129 prima di poter assistere alla conclusione del conflitto; la sua dipartita eliminò la principale fonte di attrito.

### Fonti primarie
- Niceta Coniata, O City of Byzantium, Annals of Niketas Choniatēs, traduzione di Harry J. Magoulias, Wayne State University Press, 1984, ISBN 978-0-8143-1764-8.
- Giovanni Cinnamo, Deeds of John and Manuel Comnenus by John Kinnamos, traduzione di Charles M. Brand, Columbia University Press, 1976, ISBN 0-231-04080-6.

### Fonti secondarie
- (EN) Michael Angold, The Byzantine Empire, 1025-1204: A Political History, Londra, Longman, 1984.
- (EN) John W. Birkenmeier, The Development of the Komnenian Army: 1081-1180, Boston, Brill, 2002, ISBN 90-04-11710-5.
- (EN) John Bagnell Bury, The Cambridge Medieval History: The Byzantine Empire. Byzantium and its Neighbours, vol. 4, Cambridge, Cambridge University Press, 1975, ISBN 978-0-52-104535-3.
- (EN) John Van Antwerp Jr. Fine, The Early Medieval Balkans: A Critical Survey from the Sixth to the Late Twelfth Century, Ann Arbor, University of Michigan Press, 1991, ISBN 0-472-08149-7.
- (BG) Petăr Koledarov, Političeska geografija na srednovekovnata bălgarska dăržava 2, 1186–1396, Sofia, Accademia bulgara delle scienze, 1989.
- (EN) M.C.G. Lau, The Naval Reform of Emperor John II Komnenos: a Re-evaluation, in Mediterranean Historical Review, vol. 31, n. 2, 2016,  pp. 115-138.doi=10.1080/09518967.2016.1248641.
- (EN) Ferenc Makk, The Árpáds and the Comneni: Political Relations between Hungary and Byzantium in the 12th century, traduzione di György Novák, Akadémiai Kiadó, 1989, ISBN 963-05-5268-X.
- (EN) Paul Stephenson, Byzantium's Balkan Frontier: A Political Study of the Northern Balkans, 900-1204, Cambridge University Press, 2000, ISBN 978-0-521-02756-4.